# Féminité
 (septembre 2022).
Si vous disposez d'ouvrages ou d'articles de référence ou si vous connaissez des sites web de qualité traitant du thème abordé ici, merci de compléter l'article en donnant les références utiles à sa vérifiabilité et en les liant à la section « Notes et références ».
 (octobre 2016).
Améliorez-le ou discutez des points à vérifier. 

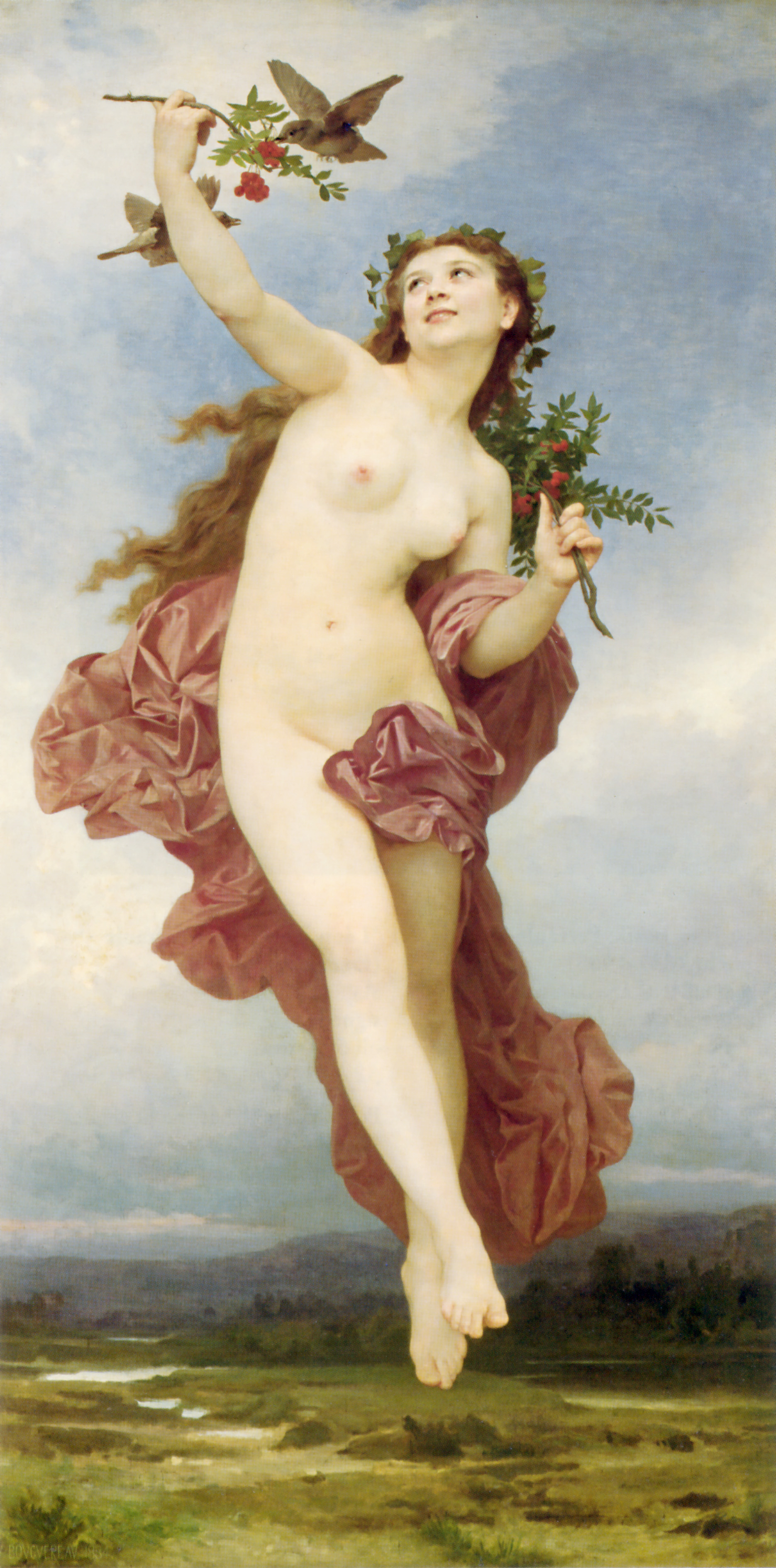
La peinture occidentale représente très peu la féminité, préférant associer l’image de la femme et sa beauté à d’autres idées au travers d’allégories : ici, le Jour, par le peintre Bouguereau. S’éloignant du sujet par des considérations d’esthétisme, l’association de la maternité avec l’idée de Mère-Patrie se substitue également à la représentation de l’être féminin.

La féminité est l’ensemble des caractères morphologiques, psychologiques et comportementaux spécifiques, ou considérés comme spécifiques aux femmes. Ils sont liés au sexe ou au genre, et fortement influencés, voire conditionnés par l’environnement socioculturel. Dans l’usage, la part des caractères socioculturels de la féminité contribue à l’identité sexuelle.
On peut aussi la définir comme l'ensemble des comportements, des attitudes, auxquels on attribue le qualificatif de féminin. Si elle prédomine chez les femmes, elle existe aussi chez les hommes. Son lien au sexe est moins évident qu'il n'y parait.
Pour les hommes, on parle de masculinité ou de virilité.

## Définition
Les femmes étant toutes différentes, on peut définir la féminité comme associé au genre féminin dans une démarche d'essentialisation des femmes soit les femelles adultes humaines.
La féminité est caractérisée par des critères définis culturellement, distinct dans la société occidentale moderne du sexe biologique.
La féminité est centrale dans le jeu de la séduction, et les hommes ou les femmes selon leurs goûts confient être attirés par elle (ou la représentation qu’ils ou elles ont d’elle) dans leurs rencontres. Selon certaines représentations culturelles, les traits qui seraient typiquement féminins sont la douceur, la finesse, la grâce, l’inconstance (dans le comportement, les sentiments et les pensées), la vanité de plaire, la superficialité[source insuffisante].
La féminité peut, dans les représentantes courantes et selon les cultures, rassembler un ensemble de traits caractéristiques : pudeur, prudence, etc., mais avec souvent des qualités contraires : audace, volonté de séduire, cruauté, etc. qui font souvent associer à la féminité l’idée de contradiction.

### Représentation sociale
Pour Sandra Harding, dans The Science Question of Feminism, en 1986, la féminité est un symbolisme de genre, qui « renvoie à l'utilisation de métaphores binaires, n'ayant rien à voir avec les différences sexuelles, pour représenter le sexe (par exemple : force/fragilité, violence/douceur) » et dont les stéréotypes sexués sont des représentations. C'est l'un des trois processus concourant à la construction sociale du genre, avec la structuration selon le genre de certaines activités sociales (sexuation), et la construction individuelle de l'identité de genre.
Beaucoup d’artistes et de cinéastes hommes traitent le sujet, puisque pouvoir approcher ce qu’est la féminité est souvent rendu au travers d’un mode de représentation. L’article Image de la femme (XIXe) montre l’intérêt des impressionnistes et des néoclassiques pour le sujet féminin, cette fois au travers de sa féminité, mais il s’agit encore de peintres masculins.
Dans les contes de fées qui ont longtemps façonné l’imaginaire des enfants, on ne se demande guère pourquoi la belle-mère ou la sorcière est cruelle.
D’après la thérapeute américaine Maureen Murdock : « Si la psyché d’une femme a reçu sa mère d’une manière négative ou destructrice, elle se sépare de sa nature féminine positive et a beaucoup de difficultés à la récupérer. Beaucoup de femmes ont trouvé chez leur père le côté spontané, nourricier et joyeux de la féminité. La nature de la rupture mère/fille dépend aussi de la manière dont une femme intègre l’archétype de la Mère dans sa psyché, y compris notre Mère la Terre et le point de vue culturel sur la féminité ».

## Dans la culture
Selon Le Petit Robert (2025), la féminité est un ensemble de caractères stéréotypés correspondant à une image sociale traditionnelle des femmes (charme, douceur, délicatesse) que l’on oppose à une image sociale des hommes. Autrement dit, la féminité est tout ce qui se rapporte aux désirs et passions, aux goûts, aux attitudes, aux styles vestimentaires, aux physiques que l’on attribue ou que l’on attend généralement de la femme.
Sous un angle un peu plus détaillé, Philippe Julien dans « Le sens logique de la féminité » (2007) propose de voir la féminité comme un processus d’étapes à franchir. La première est celle de passer de l’état de la fille du père à celui de la femme de l’homme. Il parle ici du mariage de la femme, qui symbolise pour cette dernière quitter sa famille en cessant d’être une fille. Cela s’ensuit de l'accouchement (la maternité), qui est pour lui une condition de la féminité. Tout cela requiert pourtant de l’ordre privé mais si l’on s’attarde sur une vision publique, la féminité peut être marquée par le port du voile par exemple. En effet, Stéphane Bauzon (2006) montre dans son ouvrage que dans la religion musulmane, la féminité se caractérise par le port du voile de la femme, sa pudeur, sa douceur et sa timidité.
Cependant, Philippe Julien fait comprendre que l’avènement de la modernité au XXe siècle a brisé cette frontière entre le privé et le public d’où sont nées les notions de genre pour distinguer le féminin du masculin. C’est ainsi que l’on définit la féminité par l’identification à un genre féminin.
Lorsqu’on parle de féminité, il est assez courant que l’on pense directement à la sensualité, à la manipulation, aux produits de beauté, à la manucure, à la taille fine, à la voix aigüe, aux escarpins, aux parfums de luxe, aux robes, aux cheveux longs et autres éléments évoquant la femme en général.
L’idéal-type d’une femme parfaitement féminine selon certaines cultures serait donc une femme élancée, douce, sensuelle, sensible, séductrice, manipulatrice, audacieuse, de taille fine, d’une senteur exquise et une excellente ménagère. La féminité peut alors paraitre comme une idéologie marquée par la société. Dans ce sens, Justine Marillonet (2014) affirme que la féminité est un système de représentations visés relevant d’un processus mental par un groupe, les publics ou les médias par exemple, qui interprètent le réel et lui attribue une signification spécifique. Selon elle, la représentation devient ainsi « une forme de connaissance socialement élaborée qui participe à la construction d’un imaginaire collectif ».

## Étude de genre

### Féminité «hégémonique»
R. W. Connell a défini en 1987 dans Gender and Power: Sexuality, the Person and Sexual Politics une « masculinité hégémonique » qui est « la forme culturellement idéalisée » de la masculinité à une époque donnée et dans une aire donnée. Bien qu'elle ait été réticente à utiliser cette expression pour la féminité, les femmes ayant toujours été subordonnées à la masculinité hégémonique, et lui ait préféré celle emphasized feminity (féminité accentuée, mise en avant), cette notion de féminité hégémonique a été reprise par de nombreux sociologues du sport. Ils la définissent comme « la forme culturellement idéalisée de la féminité, forme qui participe à la domination des femmes et qui exerce une domination sur les autres formes de féminité ». Il s'agit d'une représentation stéréotypée de ce qui serait féminin.